# INR
INR (International Normalised Ratio) er en blodprøve, hvor man undersøger blodets evne til at koagulere.
INR-tallet er derved udtryk for, hvor lang tid blodet er om at størkne. Hos almindeligt raske mennesker ligger INR-tallet omkring 1, hvilket vil sige at størkningstiden er 1-til-1. Hvis INR-tallet er 2, er blodet altså dobbelt så lang tid om at størkne, i forhold til normalt. 
Tallet er en omregning af blodets indhold af koagulationsfaktorerne 2, 7 og 10. Disse faktorer er proteiner, der dannes i leveren, og som indgår i dannelsen af stoffet fibrin, som er en del af størkningsprocessen. Koagulationsfaktorerne er derfor nødvendige for, at blodet overhovedet kan størkne. Hvis en af dem mangler, har blodet meget svært ved at størkne, hvilket man f.eks. ser ved blødersygdomme.
INR-tallet bruges i hverdagen til at:
- Kontrollere antikoagulerende behandling (Blodfortyndende medicin; se bl.a. warfarin)
- Undersøge for blødningstendens, f.eks. før operationer
- Undersøge leverens funktion